# Бандзеладзе, Нодар Амбросиевич
Нодар Амбросиевич Бандзеладзе (узб. Nodar Ambrosiyevich Bandzeladze, 10 ноября 1937, Дерчи, Кутаисский район — 2000) — советский и узбекистанский монументалист и скульптор грузинского происхождения. Член Союза художников СССР (1967), Заслуженный деятель искусств Узбекской ССР (1987), лауреат Государственной премии Узбекской ССР имени Хамзы (1977).
В 1963 году окончил Тбилисскую художественную академию. Сразу после учёбы, переехал в Самарканд и там продолжил свою деятельность. Среди наиболее известных работ скульптора «Самаркандская художница» (1964), «Слушают Насреддина» (1975), «Материнство» (1980), «Спящий ребенок» (1980), «Близнецы» (1983), «Миршарапов на коне» (1984), «Траур» (1984) и другие.